# Personer i Sverige födda i Jugoslavien
Till  personer i Sverige födda i Jugoslavien räknas personer som är folkbokförda i Sverige och som har sitt ursprung i Jugoslavien. Enligt Statistiska centralbyrån fanns det 2017 i Sverige sammanlagt cirka 65 900 personer födda i Jugoslavien. 
Jugoslavien som sammanhållen stat upplöstes 1992 men namnet levde kvar för en av dess efterträdarstater fram till 2003. 2019 fanns det sammanlagt 234 880 personer i Sverige som antingen själva var födda i Jugoslavien eller dess efterträdarstater, eller vars båda föräldrar var det. Ytterligare 36 536 personer hade en svenskfödd förälder och en från Jugoslavien eller ett av dess efterträdarstater, sammanlagt blir detta 271 416 personer. Ytterligare tiotusentals personer har en förälder född från ett av nämnda länder och en från ett annat (ej Sverige), dessa räknas dock ej in i dessa siffror eftersom individer som exempelvis har en förälder född i Kroatien och en i Bosnien och Hercegovina - skulle dubbelräknas.

## Historik
Personer som kom till Sverige från Jugoslavien tillhör bland annat folkgrupperna serber, kroater, makedonier, slovener, albaner, bosniaker, italienare, ungrare och rumäner. Under efterkrigstiden och fram till 1970-talet kom många jugoslaver till Sverige som arbetskraftsinvandring.

## Historisk utveckling

### Födda i Jugoslavien
| Personer i Sverige födda i Jugoslavien 1930–2024 | Personer i Sverige födda i Jugoslavien 1930–2024 | Personer i Sverige födda i Jugoslavien 1930–2024 | Personer i Sverige födda i Jugoslavien 1930–2024 | Personer i Sverige födda i Jugoslavien 1930–2024 |
| --- | ------------------------------------------------ | ------------------------------------------------ | ------------------------------------------------ | ------------------------------------------------ |
| |                                                  |                                                  |                                                  |                                                  |
| År |                                                  |                                                  | Folkmängd                                        |                                                  |
| 1930 | 1930                                             |                                                  | 19                                               |                                                  |
| 1950 | 1950                                             |                                                  | 171                                              |                                                  |
| 1960 | 1960                                             |                                                  | 1 532                                            |                                                  |
| 1970 | 1970                                             |                                                  | 33 779                                           |                                                  |
| 1980 | 1980                                             |                                                  | 37 982                                           |                                                  |
| 1990 | 1990                                             |                                                  | 43 346                                           |                                                  |
| 2000 | 2000                                             |                                                  | 71 972                                           |                                                  |
| 2001 | 2001                                             |                                                  | 73 274                                           |                                                  |
| 2002 | 2002                                             |                                                  | 74 418                                           |                                                  |
| 2003 | 2003                                             |                                                  | 75 099                                           |                                                  |
| 2004 | 2004                                             |                                                  | 74 559                                           |                                                  |
| 2005 | 2005                                             |                                                  | 74 032                                           |                                                  |
| 2006 | 2006                                             |                                                  | 73 671                                           |                                                  |
| 2007 | 2007                                             |                                                  | 72 939                                           |                                                  |
| 2008 | 2008                                             |                                                  | 72 285                                           |                                                  |
| 2009 | 2009                                             |                                                  | 71 578                                           |                                                  |
| 2010 | 2010                                             |                                                  | 70 819                                           |                                                  |
| 2011 | 2011                                             |                                                  | 70 050                                           |                                                  |
| 2012 | 2012                                             |                                                  | 69 269                                           |                                                  |
| 2013 | 2013                                             |                                                  | 68 554                                           |                                                  |
| 2014 | 2014                                             |                                                  | 67 892                                           |                                                  |
| 2015 | 2015                                             |                                                  | 67 190                                           |                                                  |
| 2016 | 2016                                             |                                                  | 66 539                                           |                                                  |
| 2017 | 2017                                             |                                                  | 65 877                                           |                                                  |
| 2018 | 2018                                             |                                                  | 65 124                                           |                                                  |
| 2019 | 2019                                             |                                                  | 64 349                                           |                                                  |
| 2020 | 2020                                             |                                                  | 63 419                                           |                                                  |
| 2021 | 2021                                             |                                                  | 62 444                                           |                                                  |
| 2022 | 2022                                             |                                                  | 61 554                                           |                                                  |
| 2023 | 2023                                             |                                                  | 60 636                                           |                                                  |
| 2024 | 2024                                             |                                                  | 59 692                                           |                                                  |
| Anm.: Befolkning den 31 december respektive år förutom åren 1960 och 1970 som avser förhållandet den 1 november och år 1980 som avser förhållandet den 15 september. Anledningen till att antalet jugoslaver minskar efter 2003 är att staten Jugoslavien upphör att existera det året. Jugoslavien omfattade hela eller delar av det område som idag utgör staterna Bosnien och Hercegovina, Kroatien, Kosovo, Nordmakedonien, Montenegro, Slovenien och Serbien. |                                                  |                                                  |                                                  |                                                  |